# 조성 (백제)
조성(趙成, ?~?)은 백제의 개국공신이다.

## 생애
기원전 18년 고구려 동명왕의 아들인 온조를 도와 백제를 건국한 때 그를 도운 마려(馬藜), 오간(烏干), 한세기(韓世奇), 곽충(郭忠), 범창(笵昌), 조성(趙成) 등 10명의 개국공신인 십제공신(十濟功臣) 중 한 사람으로서 경양군(慶陽君), 예성부원군(醴城府院君)에 봉해진 뒤 하남백(河南白)에 봉해졌다. 그의 아들인 조준연(趙俊連)과 손자 조입충(趙立沖)은 백제에서 금오대장군(金吾大將軍)을 역임한 것으로 전해진다.
《삼국사기》에는 오간(烏干), 마려(馬黎)만이 언급되지만 후손들의 족보에서는 조성을 포함한 8명이 추가로 언급되고 있다.

## 같이 보기
- 조성 신도비

## 참고 자료
- 《직산조씨갑자대동보》